# Dawoud Sulaiman
Bản mẫu:Arabic name
Dawoud Sulaiman Ali Sulaiman Al Kuetei (tiếng Ả Rập: داوود سليمان علي سليمان أل-كويتي; sinh ngày 21 tháng 2 năm 1990) là một cầu thủ bóng đá Các Tiểu vương quốc Ả Rập Thống nhất thi đấu cho Al Ain ở vị trí thủ môn.